# Afilia venadia
Afilia venadia är en fjärilsart som beskrevs av William Schaus 1928. Afilia venadia ingår i släktet Afilia och familjen tandspinnare. Inga underarter finns listade i Catalogue of Life.